# Colímotl
El Rey Colimán (apodo dado por Hernán Cortés) o Tlatoani Colímotl o Tzomé fue el último rey de los Tecos, Colimas o Colimecas que habitaban el Señorío o Reino de Colima, cuya sede o capital se denominaba Caxitlán y estaba situada en el Valle de Tecomán.
El caudillo organizó y ganó la Guerra del Salitre, contra el pueblo purepechano extendiendo el dominio de la provincia de Colima a los reinos circunvecinos.
Durante la conquista española, Colímotl derrotó en dos ocasiones a Juan Rodríguez de Villafuerte, la primera en Trojes y la segunda en el Palenque de Tecomán; a Francisco Álvarez Chico y a Cristóbal de Olid en el Paso de Alima y/o Palenque de Tecomán. Finalmente, fue derrotado en la batalla de Alima en Tecomán por Gonzalo de Sandoval y posiblemente muerto.
Está considerado como uno de los símbolos heroicos de los pueblos originarios mesoamericanos por su valor y sagacidad en la resistencia al embate de los españoles.

## Historia
Conocido también como Hueytlatoani Colímotl, o Tzomé, es una de las principales figuras conmemorativas y prestigiosas del estado de Colima.
En un principio libró grandes batallas contra los purépechas durante la gran Guerra del Salitre; en Zacoalco, su victoria lo llevó a convertirse en gran Hueytlatoani, recibió la investidura de Rey o Gran Señor de las fértiles tierras de Sayula, Zapotlán y Amula, cuyos caciques debían pagarle tributo.
Durante la conquista y colonización española se declaró defensor de su pueblo, cuya cultura era una variante regional de la Náhuatl. Con el apoyo de su pueblo luchó contra un ejército poderoso y bien pertrechado compuesto por purépechas, quienes se habían aliado con los españoles.
En la batalla de Alima, en el municipio de Tecomán, Colima, perdió la vida.
A la entrada de la ciudad capital del estado de Colima y como un homenaje a su persona prestigiosa se encuentra una estatua, circundada por un hermoso hemiciclo decorado con bajorrelieves y una placa cuyo texto exalta la grandeza de Colímotl, que dice: «Colima exalta aquí las virtudes de tu estirpe, como una definición de patriotismo».
Colímotl sólo es mencionado en las Cartas de relación de Hernán Cortés, en la Crónica Miscelánea de la Sancta Provincia de Jalisco de Fray Antonio Tello, en la Memoria Histórica de la Conquista de Jalisco de Fray [Antonio Frejes].